# 24ur.com
24ur.com je slovenski medijski portal, ki ga ureja podjetje Pro Plus. Zaživel je leta 1999.
Portal ponuja obiskovalcem široko paleto aktualnih novic. Članki iz različnih področij družbenega življenja so podprti tudi z video vsebinami. Spletni portal je na voljo tudi na mobilnih napravah v obliki brezplačnih aplikacij.
Leta 2012 je prejel svojega drugega viktorja.

## Obiskanost
24ur.com je bila po podatkih raziskave Merjenja obiskanosti spletnih strani (MOSS) nekaj let najbolj obiskana spletna stran v Sloveniji, leta 2018 je prvo mesto prevzela stran Siol.net. V tej raziskavi so sicer sodelovali samo pristopniki, ki plačujejo pristopnino. Drugih spletnih strani raziskava ne zajema. Po raziskavi Alexa je bila leta 2012 24ur.com na petem mestu, za Google.si, Google.com, Facebook.com ter Youtube.com.